# 117e brigade mécanisée lourde
Pour les articles homonymes, voir 117e brigade.
La 117e brigade mécanisée (en ukrainien : 117-та окрема механізована бригада, abrégé en 117 ОМБр ; numéro d'unité militaire A4674) est une grande unité d'infanterie mécanisée de l'Armée de terre ukrainienne.
Cette brigade est fondée en janvier 2023, passant les mois suivants à l'instruction. À l'été 2023, elle est déployée en arrière du front dans le cadre de la contre-offensive ukrainienne. L'unité ne doit pas être confondue avec la 117e brigade de défense territoriale, elle aussi de Soumy.

## Historique

### Invasion russe de l'Ukraine

#### Création
Durant l'hiver 2022-2023, plusieurs nouvelles brigades ukrainiennes sont mises sur pied : les Forces armées augmentent leurs effectifs et se préparent à lancer des contre-offensives dans l'espoir de reconquérir les territoires occupés par les Russes. Naissent ainsi la 3e d'assaut, la 13e de chasseurs, les 21e, 22e, 23e, 31e, 32e mécanisées, les 37e et 38e de marine, les 41e, 42e, 44e, 47e et 67e mécanisées, la 82e d'assaut aérien, ainsi que les 88e, 116e, 117e et 118e brigades mécanisées. La 117e est créée à Soumy en janvier-février 2023 sur la base du 15e bataillon de fusiliers (unité A7099) qui est réorganisé en 1er bataillon mécanisé de la brigade,. Neuf de ces nouvelles brigades ont été équipées et instruites par d'autres États, ce qui est le cas pour la 117e. Début avril 2023, la publication dans la presse de plusieurs documents américains fournit quelques informations sur l'équipement des nouvelles brigades ukrainiennes.
De la mi-janvier à avril, l'instruction des bataillons mécanisés et du groupe d'artillerie de la brigade est assurée en Pologne et en Slovaquie, avec des instructeurs ukrainiens, finlandais et britanniques. L'équipement occidental est complété avec des BMP-2, des Oshkosh M-ATV et des Humvee américains.

#### Saillant de Robotyne (depuis juillet 2023)
Le premier déploiement de la brigade au combat se fait dans le cadre de la contre-offensive ukrainienne de 2023. D'abord en réserve entre Orikhiv et Mala Tokmatchka, prête à être engagée en cas de besoin. Elle intervient dans le saillant de Robotyne (créé par l'offensive en direction de Tokmak (Ukraine)) à la fin juillet 2023 avec la 116e brigade mécanisée pour soulager la 47e brigade mécanisée. La brigade tente alors de percer la seconde ligne de défense russe entre les deux localités Novoprokopivka et Verbove. Les combats sont très difficiles, les Russes solidement retranchés. Le 10 octobre 2023, les Russes lancent une offensive en direction d'Avdiïvka qui oblige le commandement ukrainien à prélever les 31e, 47e, 116e mécanisées. La zone de Robotyne est alors confiée à la 65e brigade mécanisée et la 117e. À partir de novembre, les forces Russes menées par la 76e division d'assaut aéroporté de la Garde lancent une contre-offensive pour reprendre le saillant. La 117e brigade tient alors des positions défensives autour entre Robotyne et Novoprokopivka et subit les assauts des Russes qui tentent de reprendre le village. Le 27 décembre 2023, les forces ukrainiennes diffusent une vidéo de drones montrant des prisonniers de la 117e brigade être abattus par des soldats russes entre Robotybe et Verbove,. Fin février 2024, elle cède du terrain dans le secteur compris entre Robotyne et Verbove sous la pression de la 42e division de fusiliers motorisés et de la 136e brigade de fusiliers motorisés de la Garde, se retirant des positions en amont la colline 166. En mai, les Russes parviennent à reprendre Robotyne. En août, le 1er bataillon mécanisé est transféré sur le secteur de Pokrovsk. Début octobre, il est utilisé en soutien à la 15e brigade « Kara Dag », afin de stopper la pénétration russe au sud de la ville de Selydove, tandis que le reste de la brigade est toujours positionné autour de Robotyne. Début novembre 2024, l'unité est réorganisée en une brigade mécanisée lourde, la deuxième de ce type dans l'armée ukrainienne après la 17e brigade.

## Structure

### Ordre de bataille
- État-major de la brigade ;
  - 
    - Compagnie de protection du QG ;

  -  1er bataillon mécanisé ;
  -  2e bataillon mécanisé ;
  -  3e bataillon mécanisé ;
  -  6e bataillon de fusilliers (unité militaire ? ) ;
  -  14e bataillon de fusilliers (unité militaire A7107);
  -  28e bataillon de fusilliers (unité militaire A4064) ;
  -  54e bataillon de fusilliers (unité militaire A4220) ;
  -  Bataillon de chars (des T-72 et T-80) ;
  -  Groupe d'artillerie de la brigade :
    -  batterie de contrôle et d'acquisition de cibles ;
    -  1er bataillon (дивізіон)[15] d'artillerie automotrice (2S3 Akatsiya) ;
    -  2e bataillon d'artillerie automotrice (2S1 Gvozdika) ;
    -  Bataillon de lance-roquettes multiples (BM-21 Grad) ;
    -  Bataillon antichar (MT-12 Rapira) ;

  -  Bataillon antiaérien (2K22 Toungouska et 9K35 Strela-10) ;
  -  Compagnie de reconnaissance ;
  -  Bataillon de drones
  -  Bataillon du génie ;
  -  Bataillon de maintenance ;
  -  Bataillon logistique ;
  -  Compagnie de guerre électronique ;
  -  Compagnie de transmissions ;
  -  Compagnie médicale (soins et évacuation) ;
  -  Compagnie de radars (désignation d'objectifs) ;
  -  Compagnie de défense NBC ;
  -  Compagnie de tireurs d'élite[16].

Au combat, les divisions ou batteries d'artillerie, les compagnies de chars, ainsi que des détachements antichars, antiaériens, de reconnaissance ou du génie peuvent être affectés à chacun des bataillons d'infanterie, pour former un ou plusieurs groupes tactiques (батальйонної тактичної групи, abrégé en БТГр, équivalent des BTG russes). Le commandant de la brigade peut aussi conserver une réserve d'artillerie et utiliser son bataillon de chars comme unité de choc.

### Matériel et équipements
- Un bataillon de chars équipé de PT-91 Twardy livrés par la Pologne complétés par des T-72EA
- Trois bataillons mécanisés dotés de véhicules BWP-1 polonais, MT-LB et Roshel Senator.
- Un groupe d'artillerie avec des pièces AS-90 britanniques et obusier D-30 de 122 mm[17]
- Compagnie de reconnaissance avec des BRM-1K

La brigade utilise aussi des buggys pour des missions de patrouille.